# Ventiel (techniek)

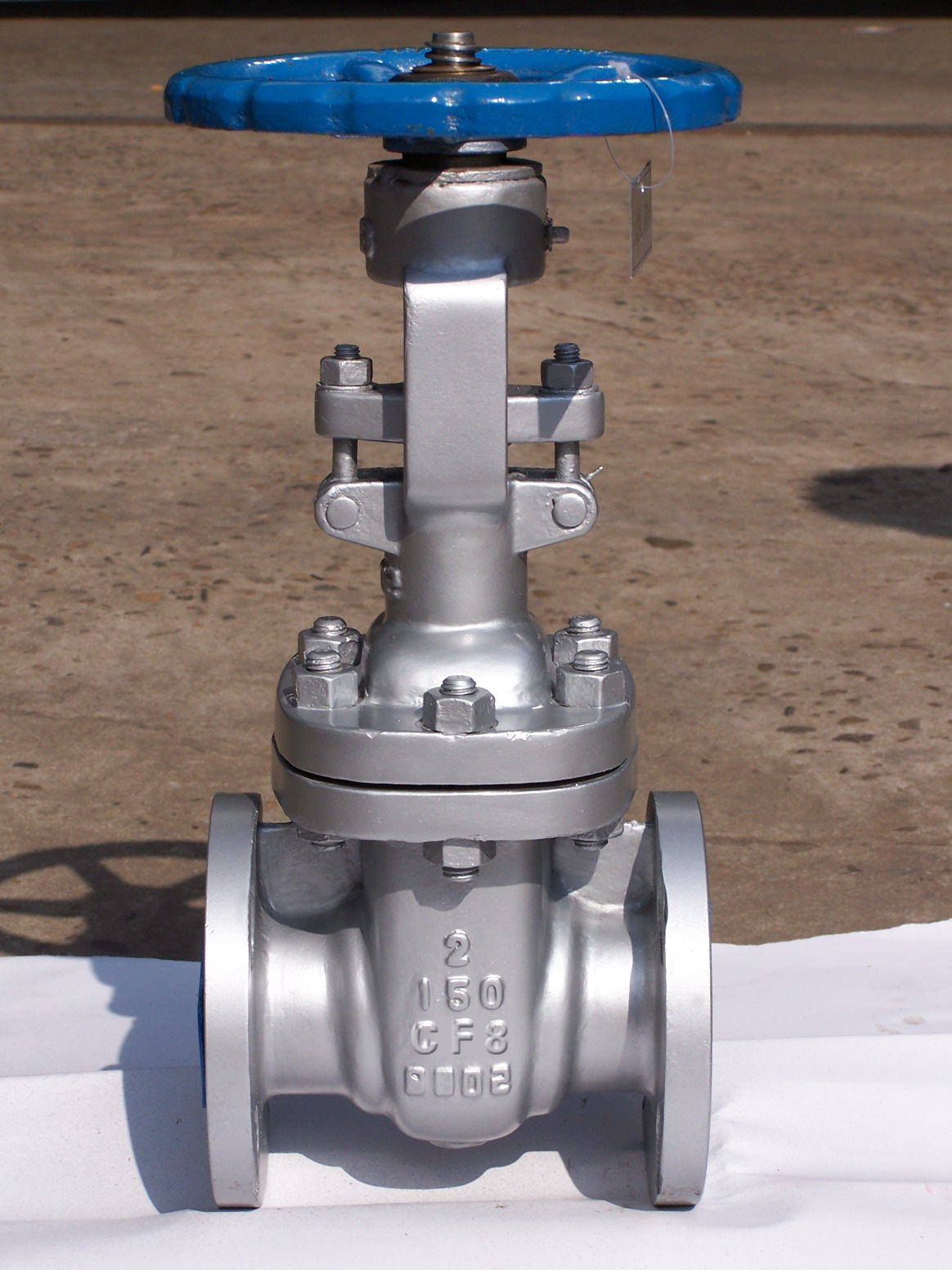
Schuifafsluiter.

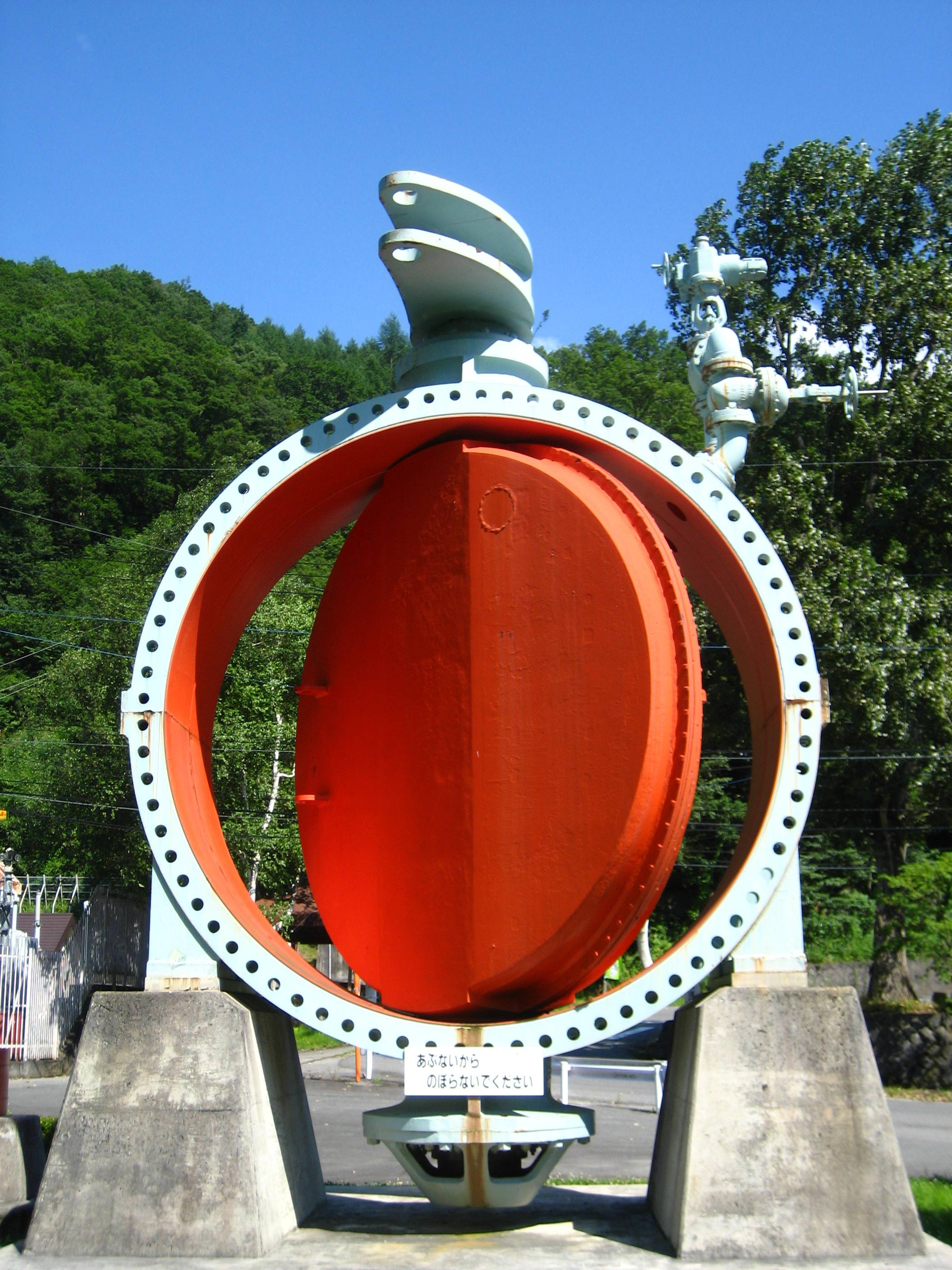
Een zeer grote afsluiter. In dit geval een vlinderklep

Een ventiel, klep of afsluiter is een technisch mechanisme om de stroming van een fysisch medium te besturen, door deze ongehinderd door te laten of geheel te blokkeren.
Door combinaties van kleppen krijgt men de beschikking over meerwegventielen, waarmee het medium in verschillende richtingen gestuurd kan worden. De bediening van een ventiel kan op allerlei manieren gebeuren, bijvoorbeeld mechanisch met een draaiknop, een drukknop, een zwengel of een hefboom. Op afstand bestuurbare kleppen kunnen elektrisch bediend worden met een elektromagneet of een elektromotor, of pneumatisch, met perslucht. Deze ventielen hebben een ruststand en een of meer geactiveerde standen. Een ventiel is niet hetzelfde als een kraan omdat de laatste een regelbereik heeft. 
Als de bediening lucht of een ander gasmengsel is, spreekt men van een pneumatisch ventiel, is het een vloeistof dan heet het een hydraulisch ventiel.
Een ventiel kan - als onderdeel van een machine of installatie - ook als appendage betiteld worden.

## Technische classificatie
Ventielen worden geclassificeerd op basis van het aantal openingen en het aantal schakelstanden. Een waterklep wordt bijvoorbeeld als een 2/2 ventiel beschouwd. (Dit geldt niet voor een mengkraan.)
- De 2 vóór de schuine streep staat hierbij voor het aantal openingen (er wordt geen verschil gemaakt tussen ingang en uitgang; één ingang en één uitgang resulteren dus in twee openingen).
- De 2 na de schuine streep staat voor het aantal standen (open of gesloten).

## Ventiel voor banden

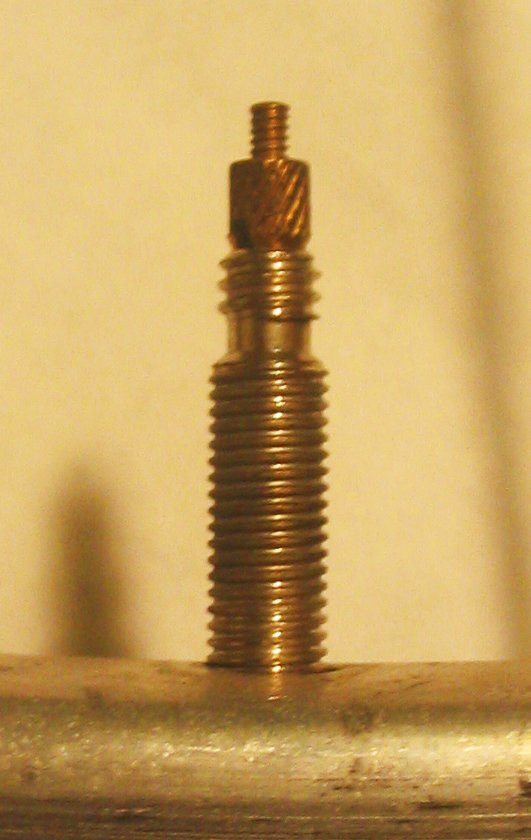
Fietsventiel (Frans type)

Een ventiel wordt gebruikt in luchtbanden of velgen voor bijvoorbeeld fiets (zie fietsventiel) of auto. Het is een zeer eenvoudige vorm van een terugslagventiel. Via het ventiel wordt lucht in de band gepompt. Het openen gebeurt door het indrukken van een palletje of door het verwijderen van het ventiel. Vaak wordt het ventiel afgesloten voor binnendringend vuil met een dop.

## Ventiel in blaasinstrumenten
Bij koperblaasinstrumenten, zoals de trompet, tuba, of hoorn worden ventielen toegepast om de lengte van de in staande trilling gebrachte luchtkolom en daarmee de resonantiefrequentie en dus de toonhoogte in nauwkeurig vastgelegde stappen te veranderen.

## Ventielen in motoren
In viertakt verbrandingsmotoren worden speciale 'ventielen' gebruikt om het benzine/luchtmengsel op het juiste moment in de cilinders te krijgen en de verbrandingsgassen er weer uit. In motoren heten deze ventielen kleppen en bevinden zich doorgaans in de cilinderkop. Ze worden direct of indirect bediend door de nokkenas.

## Ventielen in de hydrauliek
De benaming ventiel wordt in de hydrauliek steeds minder gebruikt. Meestal gebruikt men de benaming "klep" (als het "ventiel" in de oorspronkelijke uitvoering een klep met zitting was) of een (richting)schuif. Stroomregelkleppen zijn wat dat betreft een uitzondering, omdat zij in het algemeen geen klepzitting hebben.

## Pneumatisch stuurventiel

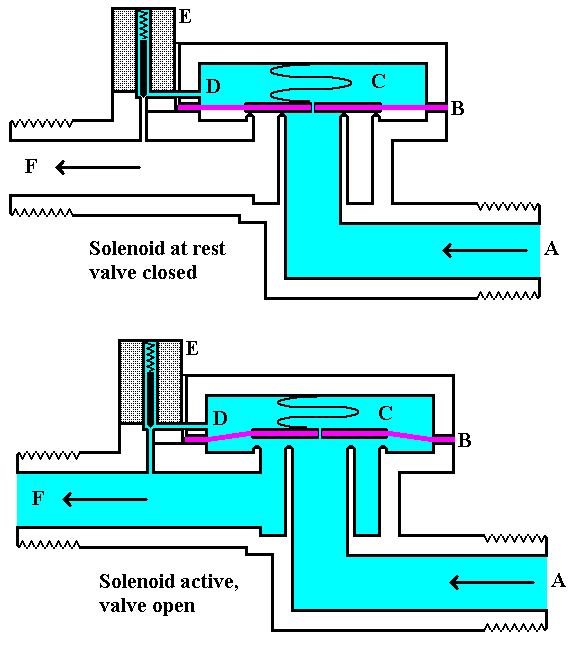
A - Inlaat
B - Membraan
C - Drukkamer
D - Drukontlasting
E - Spoel
F - Uitlaat
Een elektrisch stuurventiel bedient een grotere klep

In pneumatische stuurventielen worden spoelen toegepast als stuurelement. De kracht die het membraan opent komt van de druk van het medium zelf. In het membraan is een klein gaatje gemaakt waardoor druk opgebouwd wordt achter het membraan waardoor dit sluit. Om het membraan te openen laat men met klein debiet vloeistof sneller weglopen door het openen van de spoel op een iets grotere gaatje dan dat het systeem druk kan opbouwen achter het membraan door het kleine gaatje in het membraan.

## Veiligheidsventielen
Een overdrukventiel is een ventiel dat opent zodra de druk van het medium boven een ingestelde (veilige) waarde komt. Overdrukventielen worden vaak gebruikt ter bescherming van een systeem dat onder bepaalde omstandigheden door de druk aan de binnenzijde zouden kunnen openbarsten of -breken.
Een thermostatische veiligheidsklep is een door een temperatuurvoeler bestuurde klep die een veiligheidsactie bewerkstelligt. Dit kan zowel open als sluiten betekenen. Een voorbeeld is de waakvlamcontrole van een gasverwarmingsinstallatie of geiser.

## Drukreduceerklep
Een drukreduceerklep in een ventiel dat open gaat zodra de druk een ingestelde waarde bereikt, de druk aan de uitlaatzijde levert dan een lagere druk aan de inlaatzijde. 